# Biton tigrinus
Biton tigrinus es una especie de arácnido  del orden Solifugae de la familia Daesiidae.

## Distribución geográfica
Se encuentra en Kenia.